# 満田誠
満田 誠（みつた まこと、1999年7月20日 - ）は、熊本県熊本市出身のプロサッカー選手。Jリーグ・ガンバ大阪所属。ポジションはフォワード（FW）。元日本代表。

## 来歴

### プロ入り前
満田は熊本県出身で、中学卒業後に県をまたいで広島ユースに所属。小学校時代のチームメイトには坂本一彩がいた。2017年にはトップチームに2種登録されるも昇格には至らず。流通経済大学に進学し、2018年には全日本大学選抜にも選ばれた。2021年2月、仙波大志と共に2022年シーズンのサンフレッチェ広島加入内定が発表され、同年3月に特別指定選手として承認。

### サンフレッチェ広島
2022年、サンフレッチェ広島に正式加入。背番号は「39」。2月23日、ルヴァンカップ・GL第1節の徳島ヴォルティス戦でプロデビュー。3月2日、同第2節の名古屋グランパス戦でプロ入り初ゴール。4月2日、J1第6節の湘南ベルマーレ戦で、J1初ゴールを決めた。
2023シーズン、背番号を佐藤寿人の退団以来空き番号となっていた「11」に変更。第4節のG大阪戦では後半アディショナルタイムに勝ち越しのPKを決め、今季初勝利をもたらした。得点後には、佐藤寿人の広島時代のチャントを継承。前年の天皇杯決勝でのPK失敗の雪辱を果たした。

### ガンバ大阪
2025年2月27日、J1リーグ・ガンバ大阪へ1年間の期限付き移籍を発表。

### 日本代表
2022年7月13日、EAFF E-1サッカー選手権2022に出場する日本代表に初めて選出された。7月24日、第2戦の中国戦で途中出場から代表デビューを果たした。同大会で2試合に出場。

## 所属クラブ
- ソレッソ熊本
- 2015年 - 2017年 サンフレッチェ広島ユース
- 2018年 - 2021年 流通経済大学
  - 2021年  サンフレッチェ広島 (特別指定選手)
- 2022年 -  サンフレッチェ広島
  - 2025年2月 -  ガンバ大阪 (期限付き移籍)

## 個人成績
| 国内大会個人成績 | 国内大会個人成績 | 国内大会個人成績 | 国内大会個人成績 | 国内大会個人成績 | 国内大会個人成績 | 国内大会個人成績 | 国内大会個人成績 | 国内大会個人成績 | 国内大会個人成績 | 国内大会個人成績 | 国内大会個人成績 |
| 年度             | クラブ           | 背番号           | リーグ           | リーグ戦         | リーグ戦         | リーグ杯         | リーグ杯         | オープン杯       | オープン杯       | 期間通算         | 期間通算         |
| 年度             | クラブ           | 背番号           | リーグ           | 出場             | 得点             | 出場             | 得点             | 出場             | 得点             | 出場             | 得点             |
| 日本             | 日本             | 日本             | 日本             | リーグ戦         | リーグ戦         | リーグ杯         | リーグ杯         | 天皇杯           | 天皇杯           | 期間通算         | 期間通算         |
| ---------------- | ---------------- | ---------------- | ---------------- | ---------------- | ---------------- | ---------------- | ---------------- | ---------------- | ---------------- | ---------------- | ---------------- |
| 2019             | 流経大           | 11               | -                | -                | -                | -                | -                | 1                | 0                | 1                | 0                |
| 2021             | 流経大           | 10               | -                | -                | -                | -                | -                | 1                | 0                | 1                | 0                |
| 2022             | 広島             | 39               | J1               | 29               | 9                | 12               | 2                | 5                | 1                | 46               | 12               |
| 2023             | 広島             | 11               | J1               | 23               | 4                | 4                | 3                | 0                | 0                | 27               | 7                |
| 2024             | 広島             | 11               | J1               | 35               | 3                | 6                | 1                | 4                | 2                | 45               | 6                |
| 2025             | 広島             | 11               | J1               | 0                | 0                | -                | -                | -                | -                | 0                | 0                |
| 2025             | G大阪            | 51               | J1               |                  |                  |                  |                  |                  |                  |                  |                  |
| 通算             | 日本             | 日本             | J1               | 87               | 16               | 22               | 6                | 9                | 3                | 118              | 25               |
| 通算             | 日本             | 日本             | 他               | -                | -                | -                | -                | 2                | 0                | 2                | 0                |
| 総通算           | 総通算           | 総通算           | 総通算           | 87               | 16               | 22               | 6                | 11               | 3                | 120              | 25               |

- 2021年 特別指定選手としての公式戦出場無し

| 国際大会個人成績 | 国際大会個人成績 | 国際大会個人成績 | 国際大会個人成績 | 国際大会個人成績 |
| 年度             | クラブ           | 背番号           | 出場             | 得点             |
| AFC              | AFC              | AFC              | ACL              | ACL              |
| ---------------- | ---------------- | ---------------- | ---------------- | ---------------- |
| 2024/25/2        | 広島             | 11               | 6                | 0                |
| 2025/26/2        | G大阪            | 51               |                  |                  |
| 通算             | AFC              | AFC              | 6                | 0                |

- 公式戦初出場 - 2022年2月23日 ルヴァンカップGS第1節 vs徳島ヴォルティス（鳴門・大塚スポーツパークポカリスエットスタジアム）
- 公式戦初得点 - 2022年3月2日 ルヴァンカップGS第2節 vs名古屋グランパス（エディオンスタジアム広島）
- Jリーグ初出場 - 2022年3月6日 J1第3節 vsヴィッセル神戸（エディオンスタジアム広島）
- Jリーグ初得点 - 2022年4月2日 J1第6節 vs湘南ベルマーレ（レモンガススタジアム平塚）

## タイトル

### クラブ
サンフレッチェ広島ユース
- 高円宮杯 JFA U-18サッカープレミアリーグWEST：1回（2016年）

流通経済大学
- 関東大学サッカーリーグ戦1部：1回（2021年）
- 関東大学サッカーリーグ戦2部：1回（2020年）
- アミノバイタルカップ：1回（2020年）
- 茨城県サッカー選手権大会：2回（2019年、2021年）

サンフレッチェ広島
- Jリーグカップ：1回（2022年）
- FUJIFILM SUPER CUP：1回（2025年）

### 代表
日本代表
- EAFF E-1サッカー選手権: 1回（2022年）

### 個人
- 関東大学サッカーリーグ戦2部・ベストイレブン（2020年）
- Jリーグ・優秀選手賞（2022年）
- JPFAアワード（J1）・ベストイレブン：1回（2022年）

## 代表歴
- 国際Aマッチ初出場 - 2022年7月24日 EAFF E-1サッカー選手権2022 vs中国代表（豊田スタジアム）

### 出場大会
- 日本代表
  - EAFF E-1サッカー選手権2022（2022年）

### 試合数
- 国際Aマッチ 2試合 0得点（2022年 - ）

| 日本代表 | 国際Aマッチ | 国際Aマッチ |
| 年       | 出場        | 得点        |
| -------- | ----------- | ----------- |
| 2022     | 2           | 0           |
| 通算     | 2           | 0           |

### 出場
| No. | 開催日        | 開催都市 | スタジアム     | 対戦国 | 結果 | 監督   | 大会                       |
| --- | ------------- | -------- | -------------- | ------ | ---- | ------ | -------------------------- |
| 1.  | 2022年7月24日 | 豊田     | 豊田スタジアム | 中国   | △0-0 | 森保一 | EAFF E-1サッカー選手権2022 |
| 2.  | 2022年7月27日 | 豊田     | 豊田スタジアム | 韓国   | ○3-0 | 森保一 | EAFF E-1サッカー選手権2022 |